# Bacchus

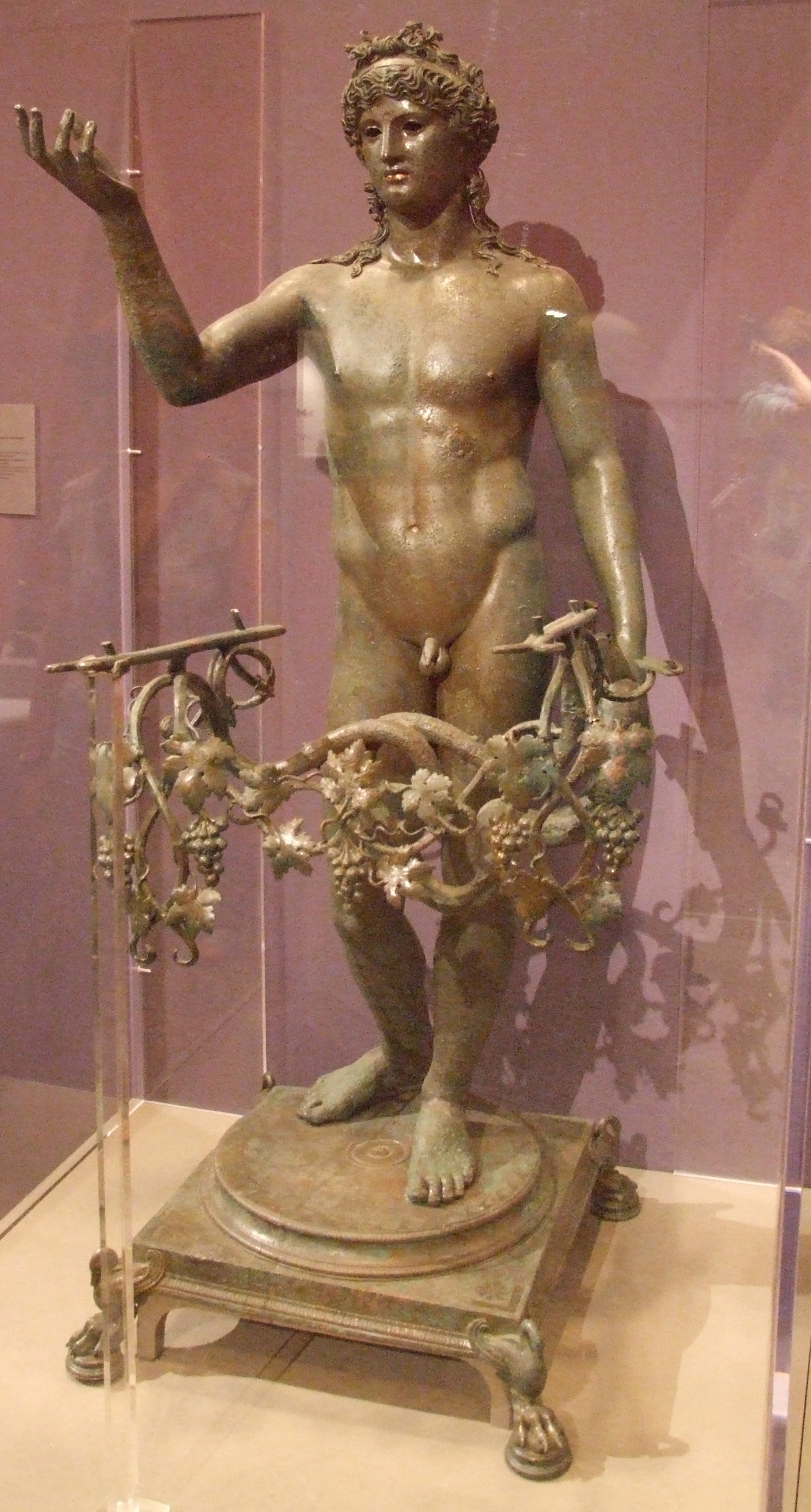
Bronzestatue des Bacchus aus Pompeji, verschüttet 79 n. Chr., entstanden zur Zeit des Augustus etwa 100 Jahre früher

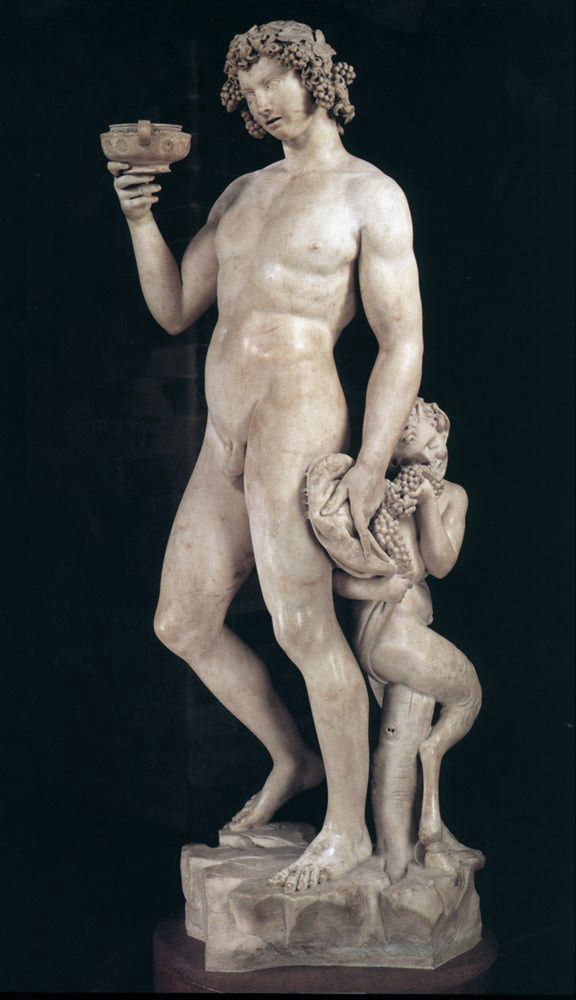
Betrunkener Bacchus (Michelangelo)

Bacchus, poetisch auch Iacchus, ist die lateinische Form von Bakchos (altgriechisch Βάκχος), einem Beinamen des Dionysos, Gott des Weines, des Rausches, des Wahnsinns und der Ekstase, in der griechischen Mythologie. Bacchus war bei den Römern als Name von Liber pater, dem ursprünglichen italischen Gott des Weines und der Fruchtbarkeit, gebräuchlich.

## Name
Ein entsprechender Beiname (pacie) war schon bei den Etruskern für den Gott Fufluns gebräuchlich. Im Zusammenhang mit dem wegen des sogenannten Bacchanalienskandals 186 v. Chr. unterdrückten Kult sind zunächst die Bezeichnungen Baccha oder Baca für die Bacchanten, die Kultbegleiter des Gottes, und Bacchanal bzw. Bacanal für die Kultfeier belegt. Das weist darauf hin, dass mit den entsprechenden Begriffen zunächst eher ekstatische Formen des Kultes gemeint waren, im Gegensatz etwa zu den althergebrachten Kultfeiern des Liber.
Die Mysterienvilla in Pompeji stellt Szenen dieses Kultes des Bacchus/Dionysos dar.

## Rezeption
Leopard (Panther) und Löwe waren dem Dionysos heilig, vorzüglich der Leopard mit seinem gefleckten Fell. Daher wird Bacchus häufig mit einem Leoparden oder Leopardenfell als ikonografisches Attribut abgebildet, ein Symbol für seine zeitweise unkontrollierte, wilde und ekstatische Natur. In der nachantiken Rezeption wurde Bacchus zum Weingott schlechthin. Die Ikonographie löste sich von den überlieferten Formen, so dass zum Beispiel die Darstellung des Bacchus als eines betrunkenen, weinbekränzten alten Mannes im Kreis von fröhlichen Zechern ein beliebtes Thema wurde. Aber auch Themen aus der Mythologie des Dionysos wurden aufgegriffen, so die Begegnung von Bacchus/Dionysos und Ariadne.
Viele große Meister der Malerei haben Bilder von Bacchus geschaffen, darunter Leonardo da Vinci, Michelangelo und Tizian. Eine Besonderheit stellt die von Michelangelo geschaffene Statue des betrunkenen Bacchus dar.
In abstrakter, expressionistischer Weise setzte sich Cy Twombly mit der Figur des Bacchus auseinander.
Eine Bacchusstatue, die jahrzehntelang den Brunnen eines Schlosses im Innviertel zierte, stellte sich als das letzte Werk des holländischen Bildhauers Adriaen de Vries heraus und wurde im Dezember 2014 bei Christie’s in New York vom Rijksmuseum Amsterdam für 22,5 Millionen Euro ersteigert.
Johann Strauß widmete ihm die Bachus-Polka (1847).
Eine Darstellung des Bacchus bei der Eröffnungszeremonie der Olympischen Spiele 2024 in Paris führte zu Verwechslungen mit dem Abendmahl.

Gemälde
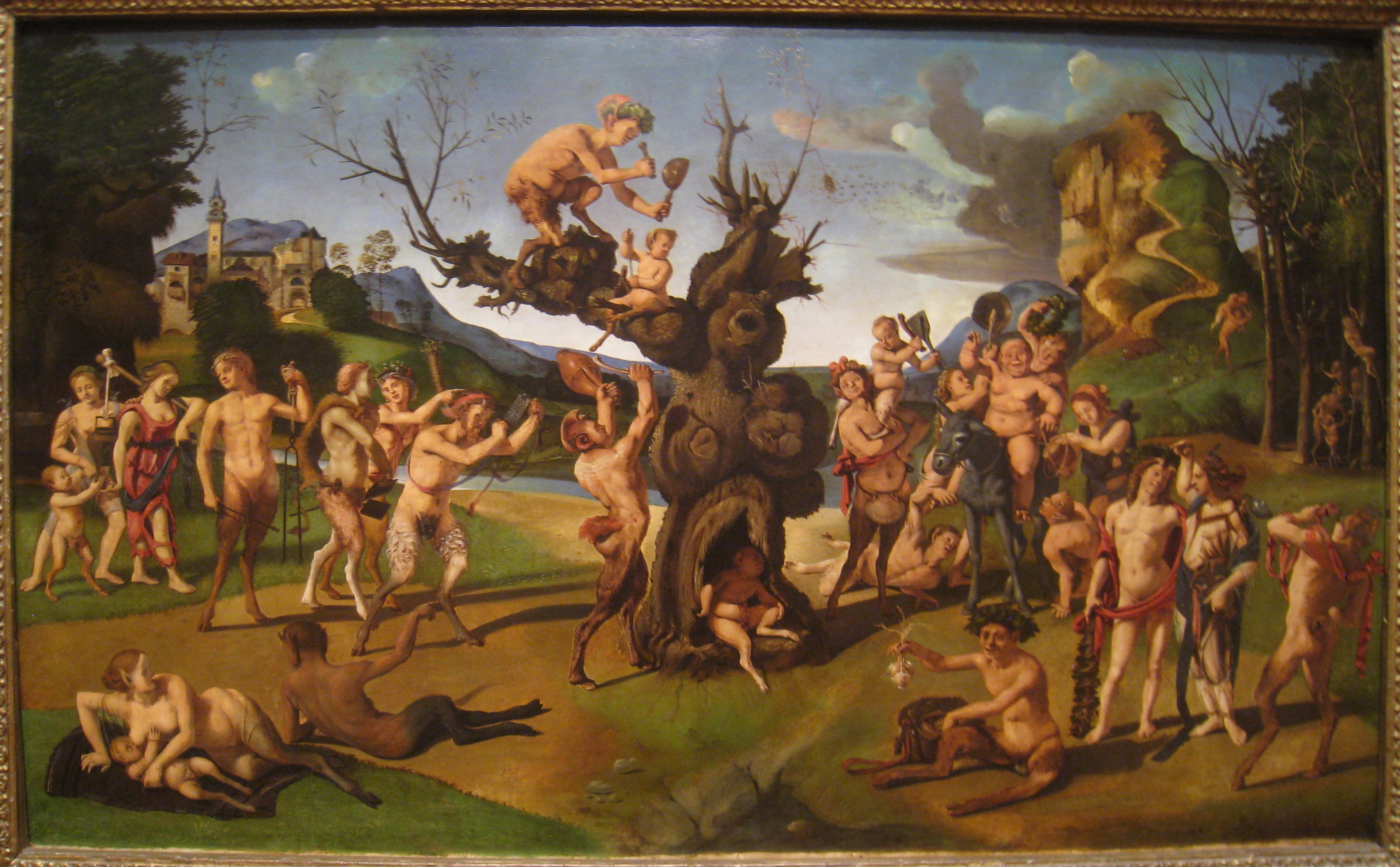
Entdeckung des Honigs (Piero di Cosimo)
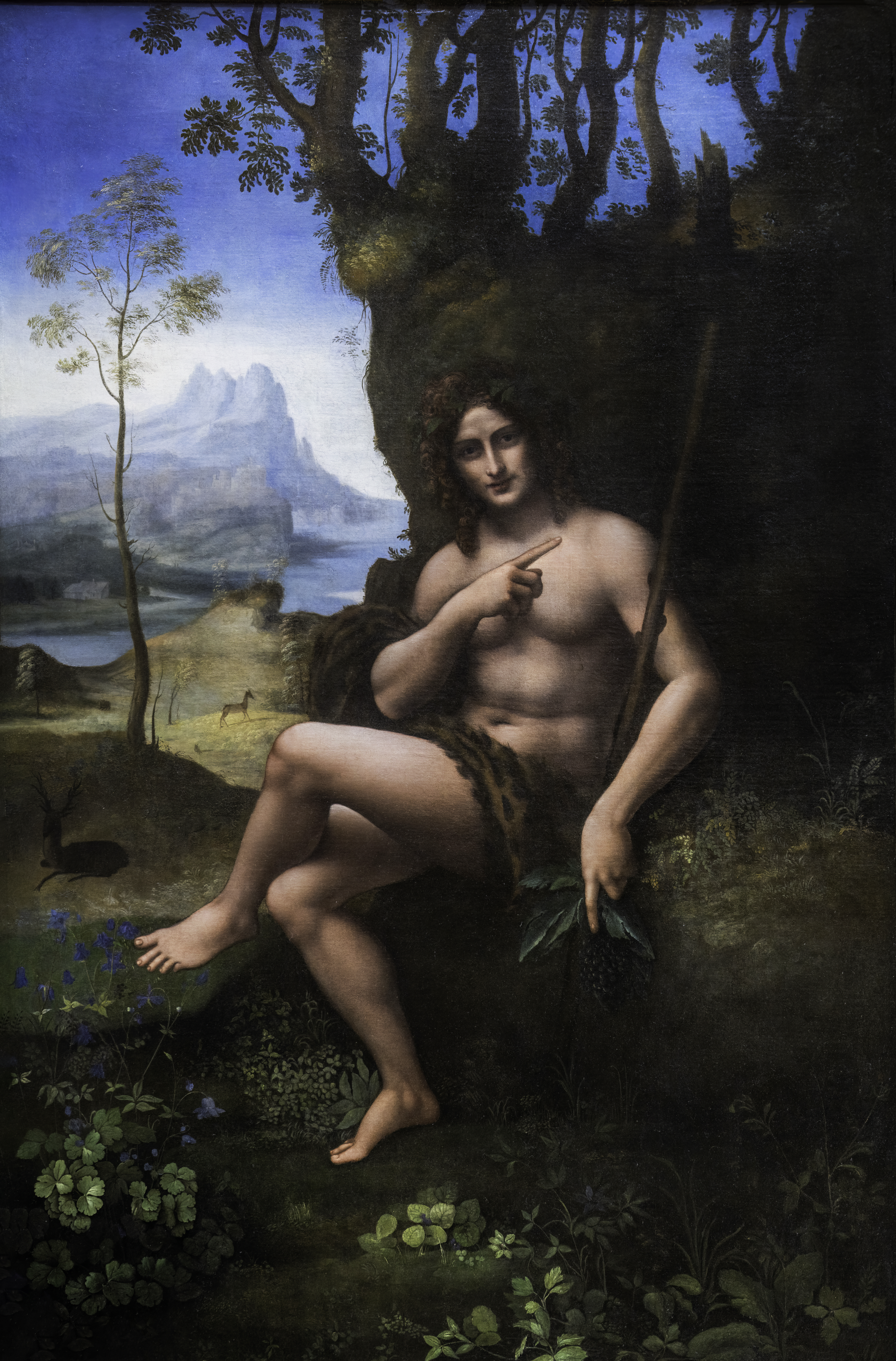
Bacchus (Leonardo da Vinci)
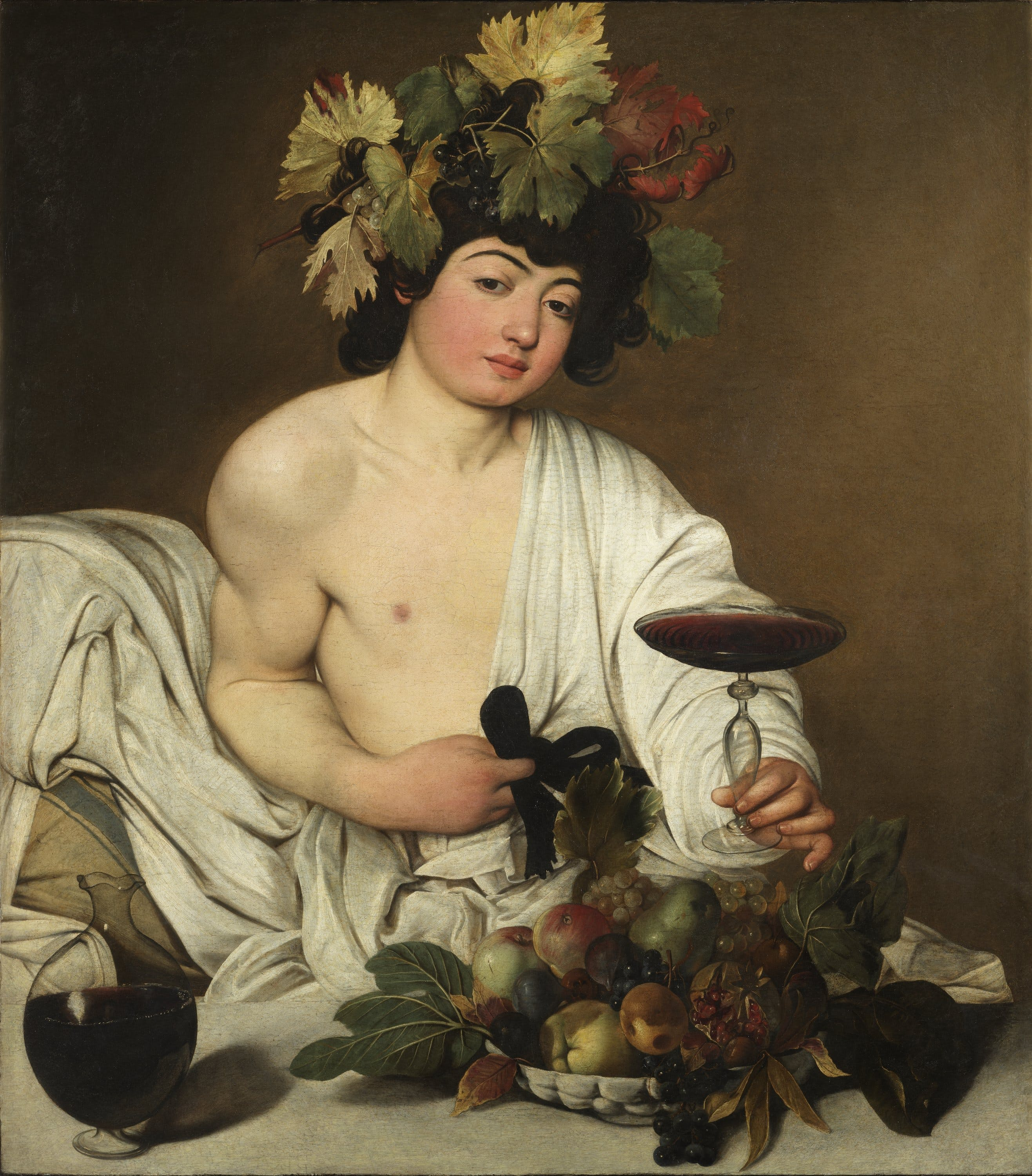
Bacchus (Caravaggio)
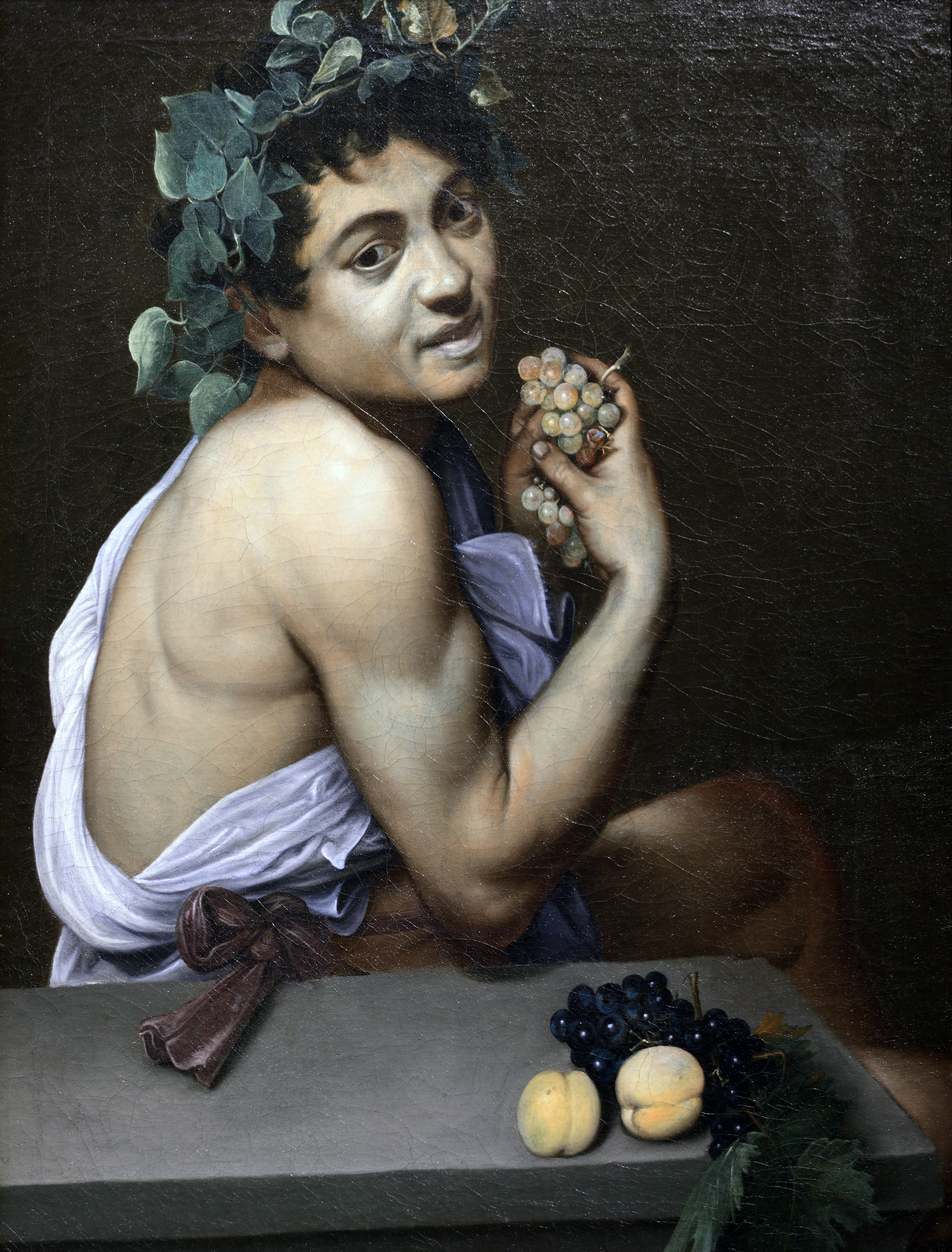
Kranker Bacchus (Caravaggio)
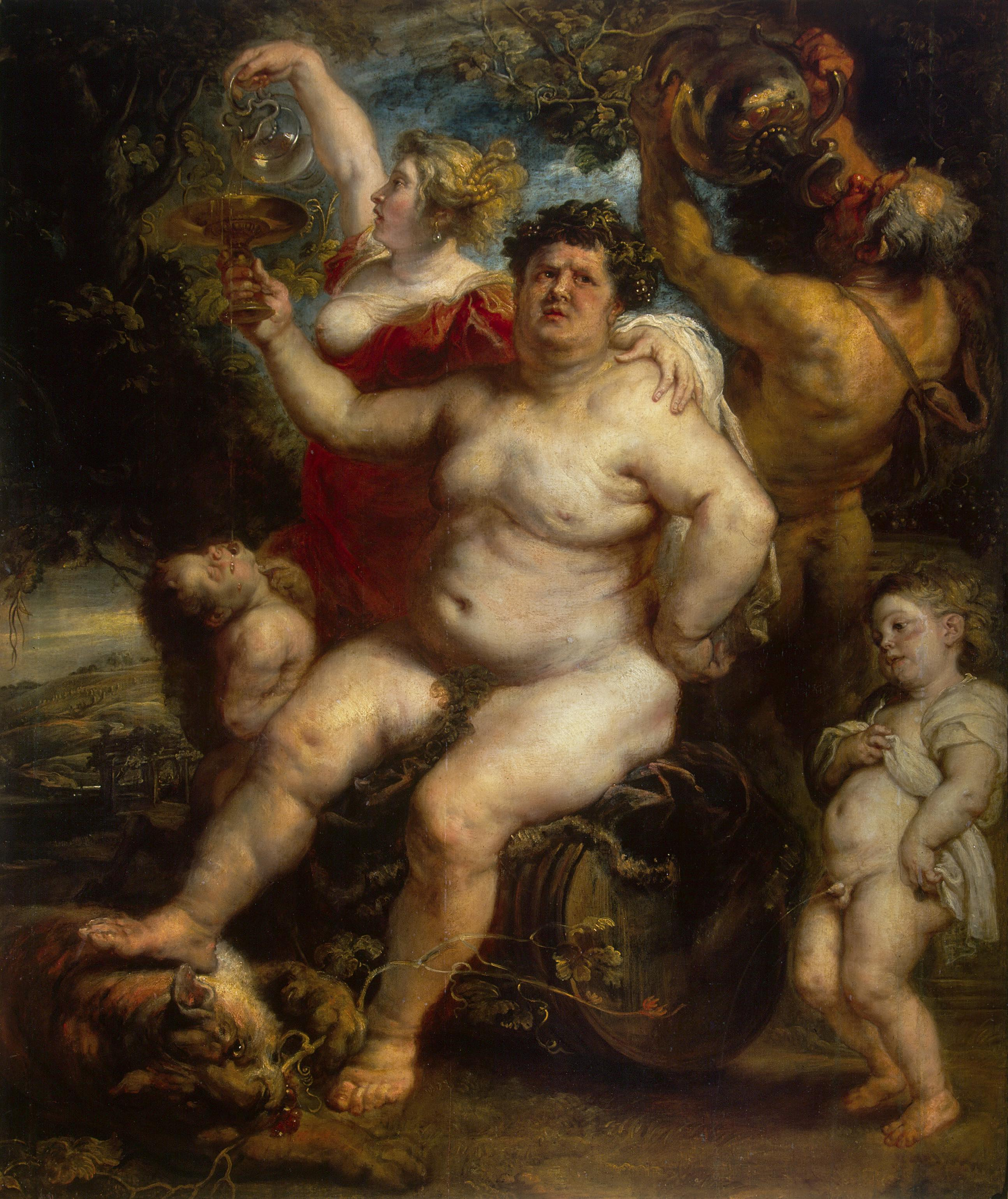
Bacchus (Peter Paul Rubens)
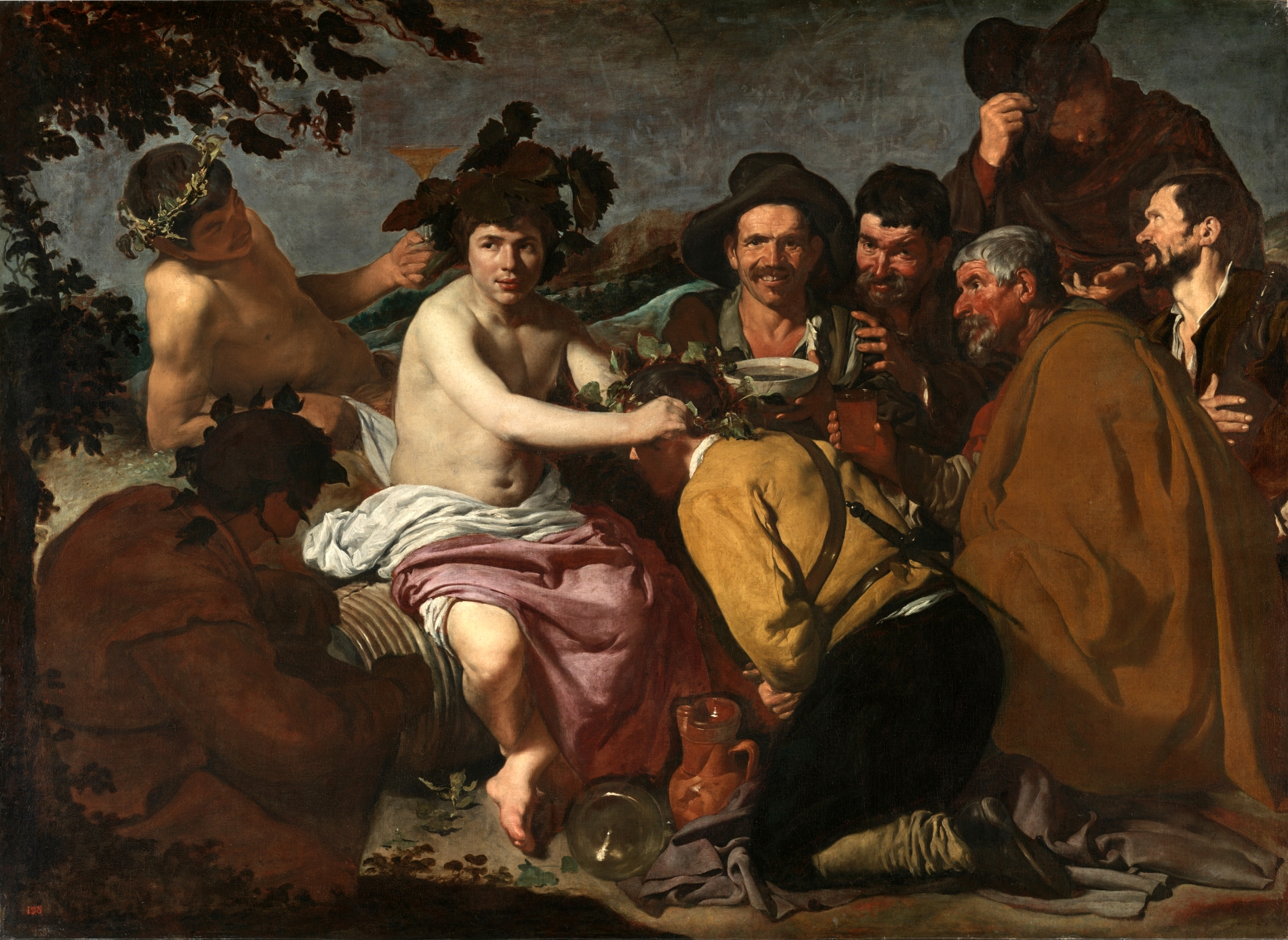
Triumph des Bacchus (Diego Velázquez)
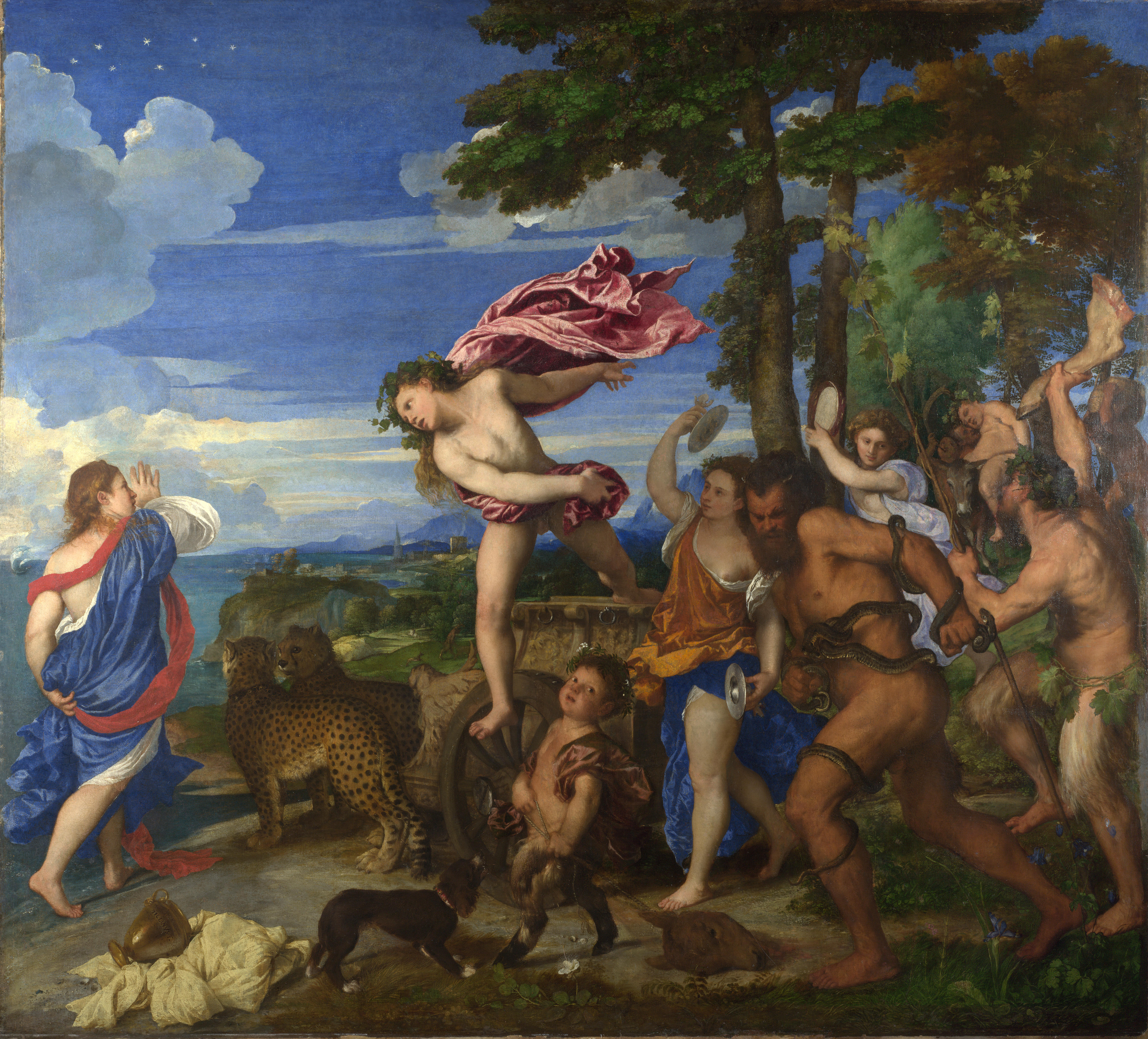
Bacchus und Ariadne (Tizian)
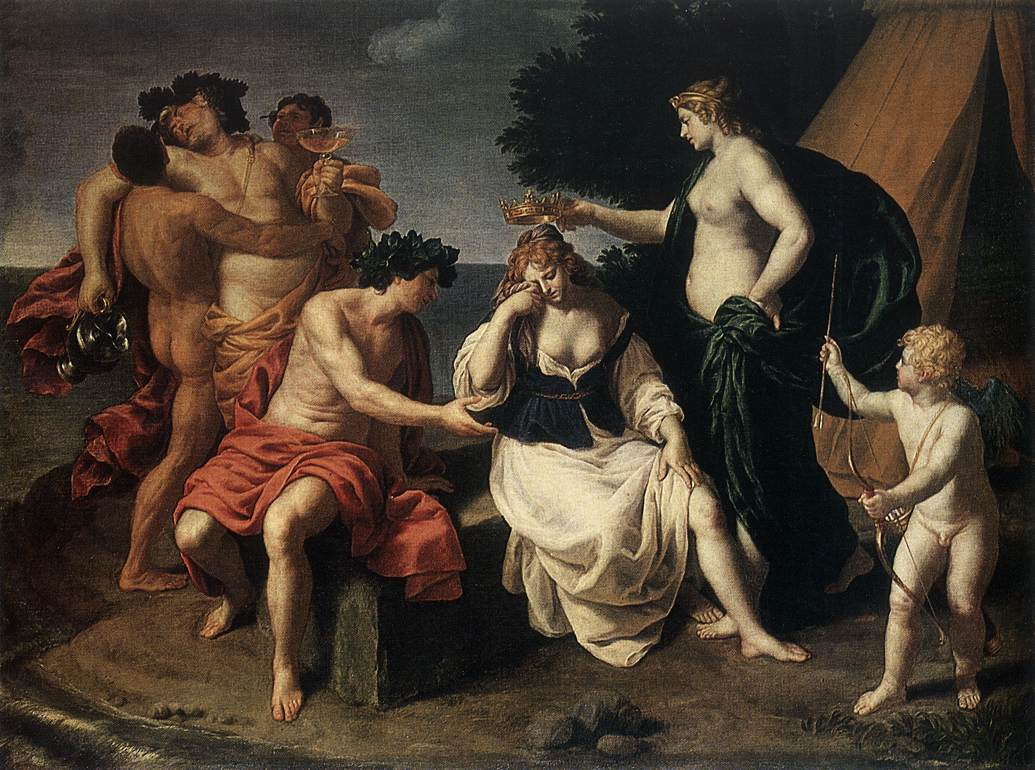
Bacchus und Ariadne (Alessandro Turchi)
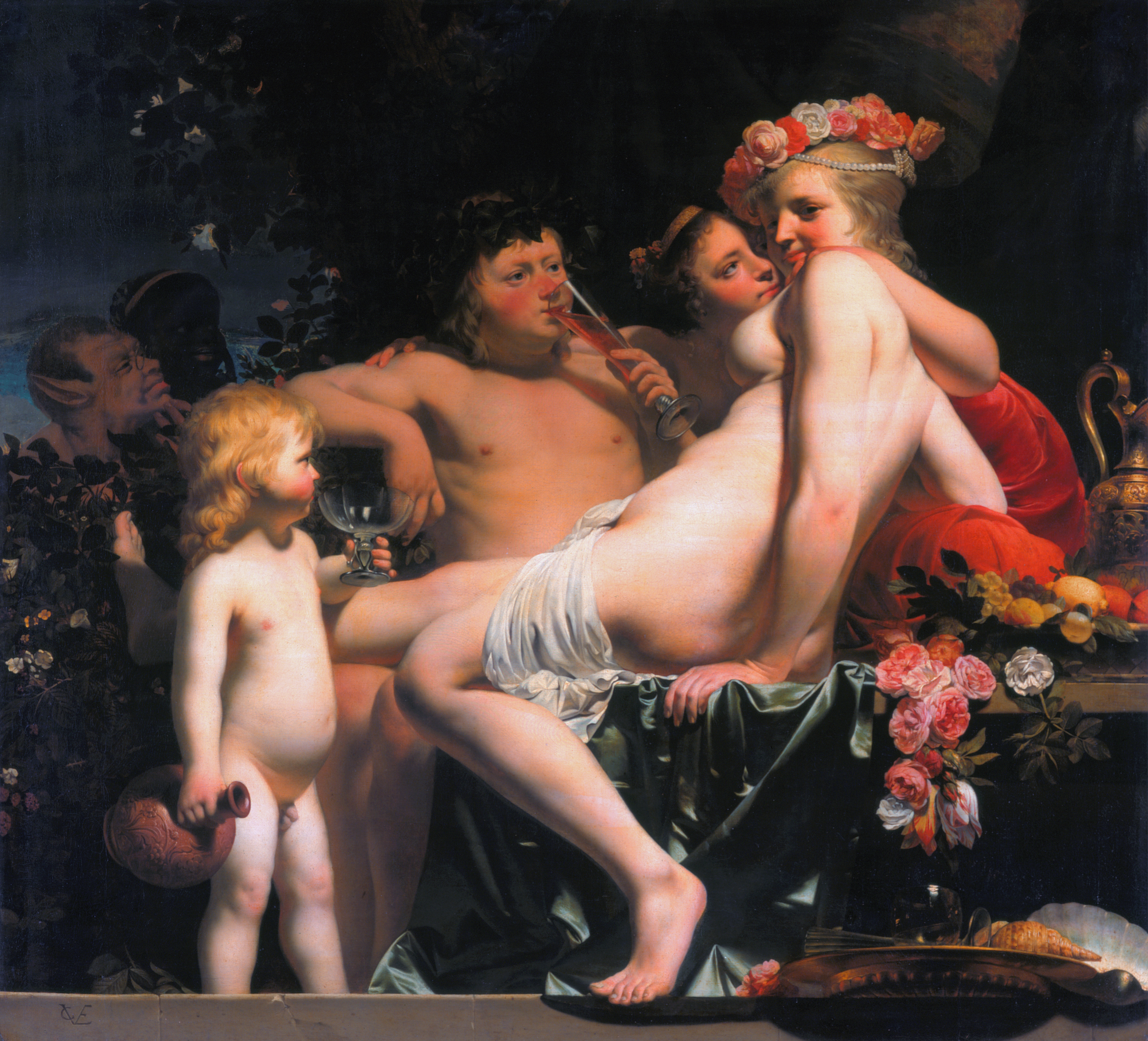
Bacchus und Ariadne (Caesar van Everdingen)
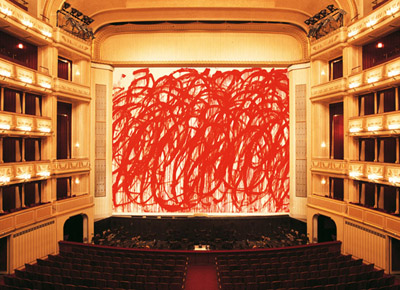
Eiserner Vorhang in der Wiener Staatsoper, Bacchus (Cy Twombly)